# Віктор Єленич
Віктор Єленич (31 жовтня 1970) — сербський ватерполіст.
Учасник Олімпійських Ігор 1996 року, медаліст 2000, 2004 років.
Чемпіон світу з водних видів спорту 1991 року.